# Hjalmar Cedercrona
Hjalmar Axel Fritz Cedercrona (Horn, Kinda, Östergötland, 23 de desembre de 1883 – Jönköping, 24 de maig de 1969) va ser un gimnasta suec que va competir a primers del segle xx.
El 1908 va prendre part en els Jocs Olímpics de Londres, on guanyà la medalla d'or en la prova del concurs complet per equips, com a membre de l'equip suec.